# Xã Tyler, Quận Prairie, Arkansas
Xã Tyler (tiếng Anh: Tyler Township) là một xã thuộc quận Prairie, tiểu bang Arkansas, Hoa Kỳ. Năm 2010, dân số của xã này là 221 người.